# Benthana bocainensis
Benthana bocainensis är en kräftdjursart som beskrevs av Lemos de Castro 1958. Benthana bocainensis ingår i släktet Benthana och familjen Philosciidae. Inga underarter finns listade i Catalogue of Life.